# Edila Gaitonde
Edila Gaitondé (Faial,1920 - 2021, Leça da Palmeira) foi uma escritora, pianista, documentarista e activista anticolonial envolvida nos movimentos de libertação de Goa, Damão e Diu.

## Biografia
Edila Brum Dutra de Andrade  nasceu no dia 3 de Novembro de 1920, na ilha do Faial. 
Começou por estudar música nos Açores, tendo dado continuidade as estudos no Conservatório de Lisboa.  É na capital que conhece o futuro marido, o médíco goês e hindu Pundalik Gaitondé, uma das figuras dos movimentos de libertação de Goa, Damão e Dio. Edila torna-se na primeira mulher católica portuguesa a casar com um hindu goês, em 1948.  Após o casamento vão morar em Goa, onde Edila cria uma escola de música.
Em 1954, o marido é preso pela PIDE e deportado para Lisboa, Edila acompanha o marido. Uma vez em Lisboa, Pundalik é colocado na prisão do Aljube e posteriormente fica em prisão domiciliária no Porto. Após a libertação do marido vão ambos para Londres e de seguida para Bombaim onde este se torna conselheiro do Governo de Nehru.  Uma vez lá cria uma escola de música e trabalha na All India Radio como locutora. 
Regressam a Londres após a União Indiana tomar Goa, Damão e Diu. Uma vez lá Edila volta a trabalhar como professora de música e publica o seu primeiro livro, In Search of Tomorrow, onde relata a sua vida em Goa, no seio da comunidade hindu. 
Regressa a Portugal após a morte Pundalik, em 1992.  Volta a casar, em 2010, com o poeta António Nava seu conterrâneo. 
Falece no dia 26 de Julho de 2021, com 100 anos, em Leça da Palmeira. 

## Reconhecimento
Em 2020, Edila Gaitonde completou 100 anos, que foram assinalados pela RTP com uma entrevista, onde relatou a sua vida aos jornalistas António Louçã e Nuno Patrício. 
O seu aniversário também foi celebrado pela Biblioteca Pública da Horta, que organizou com uma tertúlia dedicada a ela. 
Em 2022, estreia o documentário As Maçãs Azuis, sobre a vida de Edila Gaitonde, e no qual o realizador Ricardo Leite, utilizou no documentário partes de filmagens realizadas por ela. 

## Obras
Para além de se ter dedicado ao ensino da música, Edila escreveu vários livros, nos quais aborda a sua vida na Índia, enquanto mulher portuguesa e católica inserida na comunidade hindu de Goa, e o domínio português na Índia. 
Entre eles encontram-se: 
- Edmund, the mariner, Rajhauns Publication, ISBN:  978-81-85339-697-7 [16][6]

- 1987 - In Search of Tomorrow (autobiografia), Allied Publishers, ISBN 9788170231165 [17]
- 2011 - The Tulsi and Other Short Stories from Goa, editora Golden Heart Emporium Books, ISBN 978-93-80739-25-0 [14]

- 2012 - As Maçãs Azuis: Portugal e Goa 1948-1961, Editorial Tágide, ISBN 9789899517998 [1][18]
- 2013 - A cruz de fogo: amor e ódio em Goa no tempo de Garcia de Orta, Editorial Tágide, ISBN 978-989-8616-01-2 [19]

Traduziu a biografia do marido:
- 2018 - A libertação de Goa: a visão de um participante da história - Pundalik D. Gaitone, editora Tinta da China, com o apoio da Fundação Oriente, ISBN 978-989-671-446-8 [20][7]